# イワン・ルーデン
イワン・ルーデン（Ivan Ruden、1979年 - ）は、クロアチア出身の男性キックボクサー。身長193cm、体重100kg。タイガージム所属。

## 戦績
| 勝敗 | 対戦相手                       | 試合結果               | 大会名                             | 開催年月日    |
| ×    | ヤン"ザ・ジャイアント"ノルキヤ | 1R 0:19 KO（左フック） | 新日本プロレス "YOKOHAMA DEAD OUT" | 2003年11月3日 |